# قلة السائل السلوي
قلة السائل السلوي هي حالة يقل فيها السائل الأمنيوسي حول الجنين، فيكون مشعر السائل السلوي أقل من 5 سم، ويحدث في 4% من النساء في أي وقت من الحمل وخصوصاً الثلث الأخير، وهو عكس الاستسقاء السلوي.

## الأسباب
- عيوب خلقية: في الكلى أو الجهاز البولي عموماً مسببة نقص إنتاج البول و من ثم نقص السائل الأمنيوسي
- عيوب في المشيمة: إذا لم تمد الجنين بالتغذية والدم الكافيين؛ قد تتوقف دورة السائل السلوي.
- تمزق الأغشية الجنينية (الكيس السلوي): يؤدي إلى تسرب السائل السلوي
- أن تمتد فترة الحمل لأكثر من 42 أسبوعاً: إذ تضعف وظيفة المشيمة؛ فعندما تصبح فترة الحمل أطول أسبوعين أو أكثر عن الطبيعي تصبح المرأة عرضة لقلة السائل الأميني؛ إذ ينخفض إلى النصف بعد الأسبوع 42.
- مضاعفات الحمل لدى الأم: كالجفاف وارتفاع ضغط الدم والسكري وتسمم الحمل[2]
- استخدام بعض الأدوية: كمثبطات الإنزيم المحول للأنجيوتنسين[3]
- متلازمة نقل الدم الجنيني

## التشخيص
- حجم الرحم أقل من عمر الجنين
- نقص حركة الجنين
- مجيء مقعدي
- أجزاء الجنين بارزة أكثر من اللازم لقلة السائل حوله
- تأخر في نمو الجنين
- التصوير بالموجات فوق الصوتية: أكبر جيب للسائل الامنيوسي عمقه أقل من 2 سم
- مشعر السائل السلوي أقل من 5 سم[1]

كما ينبغي تقييم الجهاز البولي وتحليل النمط النووي للجنين

## المضاعفات
السائل الأمنيوسي مهم لتطور عضلات وأطراف ورئة الجنين وجهازه الهضمي، ويؤدي نقصه إلى مضاعفات عديدة مثل متلازمة بوتر إذ يعاني الجنين من نقص تنسج الرئة وعيوب في الأطراف وتشوه في الوجه، وغالباً ما تكون مصحوبة بعيوب في الجهاز البولي.
وقد تعتمد المضاعفات على عمر الجنين:

### في النصف الأول من الحمل
- انضغاط أعضاء الجنين مسبباً عيوباً خلقية
- وفاة الجنين أو الإجهاض

### في النصف الثاني من الحمل
- توقف نمو الجنين
- ولادة مبكرة
- مضاعفات الولادة كانضغاط الحبل السري وتلوث السائل المحيط بالجنين بالعقي والولادة القيصرية[2]

## العلاج
في تقرير لمؤسسة كوكرين يتبين لنا أن إمداد الأم بالسوائل أثناء الحمل لزيادة السائل السلوي مفيد في علاج قلة السائل السلوي أو منع حدوثه أثناء الولادة أو قبل تحويل الرأس الخارجي.
حقن محلول ملحي (saline) داخل الكيس الجنيني أثناء الحمل، وهو علاج قصير المدى، لكنه يفيد عند تصوير الجنين بالموجات فوق الصوتية، وقد يتم اللجوء إليه أثناء الولادة، لتقليل احتمالية الولادة القيصرية أو حدوث انضغاط للحبل السري، و نظراً لخطورته ينبغي تنفيذه في مركز متخصص.
وإذا كان الجنين مكتمل النمو قريباً؛ فالولادة هي الحل الأمثل.